# Areguni

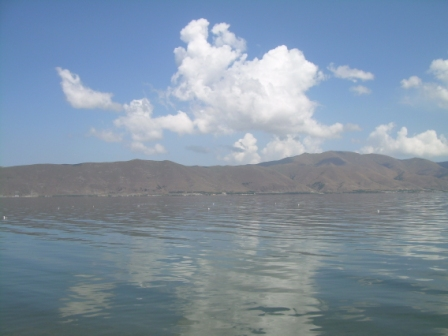
Areguni

Areguni (orm.: Արեգունի լեռնաշղթա, trl.: Areguni lerrnashght'a, trb.: Areguni lernaszychta) – pasmo górskie w Armenii, na Wyżynie Armeńskiej. Rozciąga się na długości ok. 50 km wzdłuż północno-wschodnich brzegów jeziora Sewan. Najwyższy szczyt, Karktasar, osiąga 2740 m n.p.m. Pasmo zbudowane ze skał wulkanicznych i piaskowców. Stoki południowe są bardziej strome i rozczłonkowane niż północne. Teren pasma w dużej mierze bezleśny, jedynie w części północno-zachodniej występują lasy dębowe, bukowe i sosnowe. 